# Stewart Peak (Antarktika)
Der Stewart Peak ist ein 1097 m hoher und spitzer Berg an der Scott-Küste des ostantarktischen Viktorialands. Er ragt am Südufer des New Harbour als östlichste Erhebung einer Hügelkette an der Südflanke des Ferrar-Gletschers auf.
Das Advisory Committee on Antarctic Names benannte ihn 2000 nach James R. Stewart vom Scripps Institution of Oceanography, der ab 1967 als Chefberater für die Tauchprogramme der National Science Foundation in antarktischen Gewässern tätig war.